# Vals franjekelkje
Het vals franjekelkje (Lachnum subvirgineum) is een schimmel behorend tot de familie Lachnaceae. Het groeit saprotroof op dode takken van hout (Salix, Picea abies, Ribes).

## Kenmerken
De apothecia hebben een diameter van ruim 1 mm en zijn behaard. De randharen zijn 70-110 µm lang. De ascosporen meten 7-13 × 1,7-2,2 (6-9 x 1-2 µm) µm en hebben oliedruppels. De parafysen en haren zijn kopvormig en hebben laag reflecterende plasma guttules.

## Verspreiding
In Nederland komt het vals franjekelkje zeer zeldzaam voor. Het staat niet op de rode lijst en is niet bedreigd.